# John Graham Chambers
John Graham Chambers (Llanelli, 12 de fevereiro de 1843 – Londres, 4 de março de 1883) foi um desportista galês, autor das Regras do Marquês de Queensberry.
John Chambers foi um grande remador da Universidade de Cambridge e, posteriormente, técnico da equipe de remo desta mesma instuição acadêmica.
Em Cambrigde, Chambers conheceu John Douglas, 9.º Marquês de Queensberry, com quem acabou fazendo uma grande amizade, em virtude do interesse de ambos pelo boxe. Em 1867, Chambers elaborou as regras que viriam a dar origem ao boxe moderno, as quais ele deu o nome de Regras do Marquês de Queensberry.